# Kitama 1
Kitama 1 (auch Kitama) ist ein Verwaltungsbezirk (englisch Ward) des Distrikts Tandahimba in der tansanischen Region Mtwara.

## Geografie
Kitama 1 liegt im Südosten von Tansania etwa 10 Kilometer östlich der Distrikthauptstadt Tandahimba. Der Bezirk grenzt im Nordwesten an Nambahu, im Nordosten an Nitekela, im Osten an Mihuta, im Südosten an Mihambwe, im Süden an Mkoreha und Naputa und im Westen an Namikupa und Tandahimba. Bei der Volkszählung 2022 lebten 17.252 Menschen in 4986 Haushalten auf einer Fläche von 96 Quadratkilometern.

## Gliederung
Der Bezirk besteht aus sieben Gemeinden (Mtaa) mit 23 Orten (Kitongoji):
| Kitama Mjini - Masasi - Dodoma - Sinza | Mitondi A - Miembeni - Mtangani - Chimbuko | Mitondi B - Nangurukuru - Mandale - Mianzini - Jangwani - Mihwindi | Kitama Shuleni - Kitama Shuleni - Misifuni - Shangani | Mwenge B - Mkoloma - Dinyanga - Basla | Mwenge A - Mwenge Juu - Maendeleo - Mwenge Shuleni/Chini | Namunda - Namunda - Kitama Mjini - Majengo |

## Infrastruktur
- Bildung: Die Mweminaki Secondary School ist eine staatliche weiterführende Schule, die Tagesschüler bis zur 4. Stufe ausbildet.[8]
- Gesundheit: In Kitama befindet sich ein staatliches Gesundheitszentrum.[9]
- Verkehr: Durch den Bezirk verläuft die teilweise befestigte Regionalstraße, die Newala im Westen mit Mtwara im Osten verbindet.[10]